# Черенковский детектор

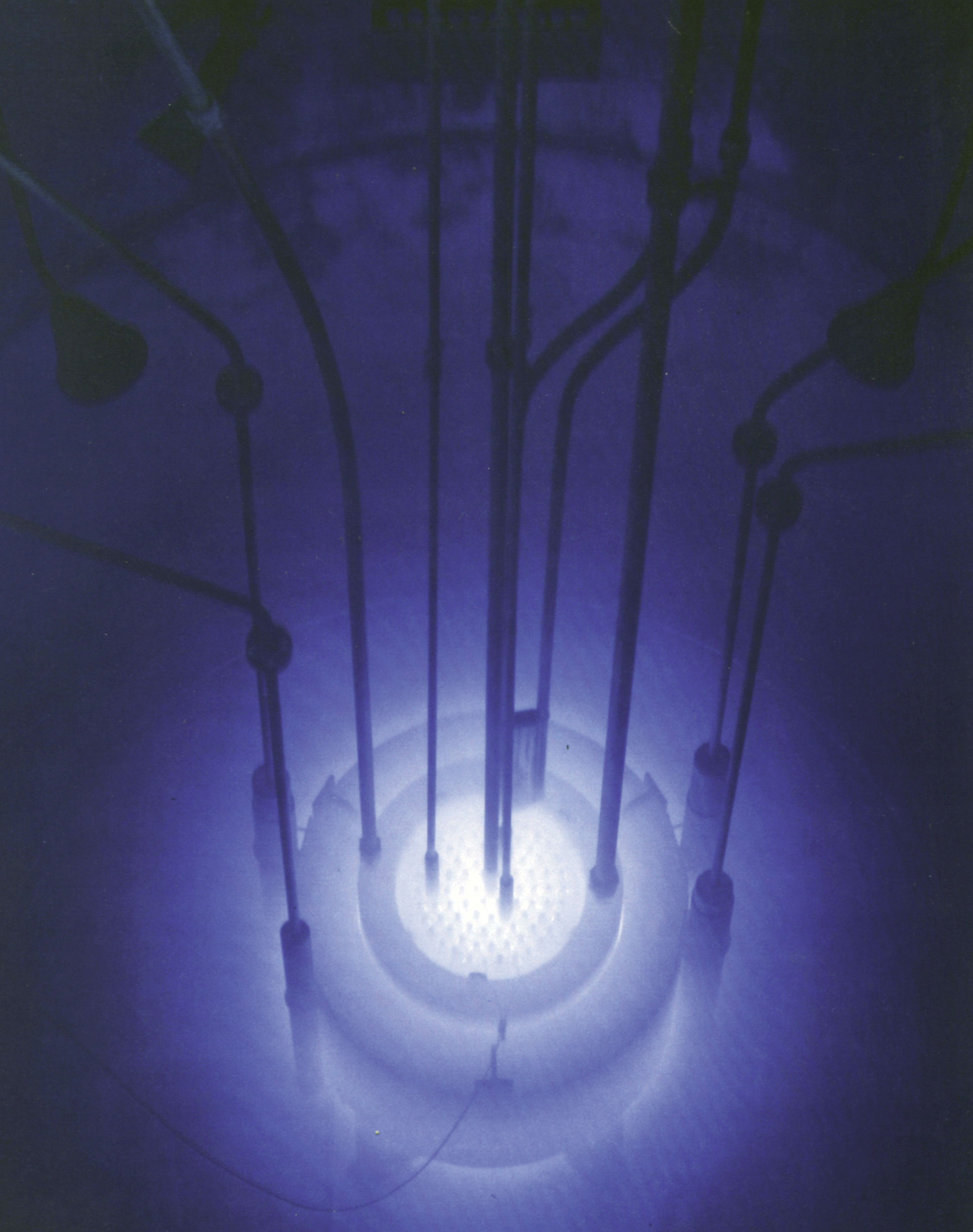
Черенковское излучение

Черенковский детектор, или детектоp черенковского излучения, — детектор элементарных частиц, использующий детектирование черенковского излучения, что позволяет косвенным образом определить массы частиц, или отделить более лёгкие частицы (дающие черенковское излучение) от более тяжёлых (не излучающие).
Черенковское излучение преобразуется в электрический сигнал с помощью фотоэлектронных умножителей.
Применяется в физике высоких энергий, ядерной физике и астрофизике.
Частица, проходящая через вещество со скоростью большей, чем фазовая скорость света в данном веществе, излучает черенковский свет. Можно привести аналогию с созданием звукового удара, когда самолёт летит быстрее, чем звуковые волны перемещаются по воздуху. Получающийся при этом свет излучается приблизительно в направлении движения частицы в конус, угол которого {\displaystyle \theta _{c}} напрямую связан со скоростью частицы формулой
{\displaystyle \cos \theta _{c}={\frac {c}{nv}}}
где {\displaystyle c} — скорость света, {\displaystyle v} — скорость частицы, а {\displaystyle n} — показатель преломления среды.
Черенковский детектор позволяет извлекать информацию о скорости частицы, и, если известен импульс частицы (например, по искривлению траектории в магнитном поле), то даёт возможность получить и массу, и таким образом идентифицировать частицу.
Помимо использования детекторов в ядерной энергетике, их также используют и астрономы для обнаружения быстродвижущихся частиц.
Таким образом, этот тип детекторов может дать больше информации, по сравнению, например, со сцинтилляционными счётчиками. 